# کریس دروری
کریس دروری (انگلیسی: Chris Drury؛ زادهٔ ۲۰ اوت ۱۹۷۶) بازیکن هاکی روی یخ اهل ایالات متحده آمریکا است.
وی همچنین برندهٔ جوایزی همچون جام استنلی شده‌است.
از باشگاه‌هایی که در آن بازی کرده‌است می‌توان به نیویورک رنجرز و کلگری فلیمس اشاره کرد.